# Raudholmane
Ne doit pas être confondu avec Raudholmane (Bømlo) ou Raudholmane (Fitjar).
Raudholmane est une île norvégienne du comté de Hordaland appartenant administrativement à Os.

## Description
Rocheuse et couverte de quelques arbres en son centre, à fleur d'eau, elle s'étend sur environ 225 m de longueur pour une largeur approximative de 75 m.